# Richard Liddell
Pour les articles homonymes, voir Liddell.
Richard Liddell (c. 1694 - 22 juin 1746) est un député irlandais et secrétaire en chef pour l'Irlande. 

## Biographie
Il est le fils aîné de Dennis Lyddell de Wakehurst Place, Sussex, l'un des commissaires de la Royal Navy et brièvement le député de Harwich. Il fait ses études à Christ Church, Oxford, étudie le droit à Inner Temple et succède à son père en 1717 . Il mène une vie dissolue et est obligé de léguer son héritage à son frère cadet, Charles, à la suite de jugements rendus par un tribunal pour adultère. 
En 1741, il est élu député de Bossiney, mais est invalidé après quelques mois. Il est cependant réintégré sur requête supplémentaire, siégeant jusqu'à sa mort en 1746. 
En 1745, il est nommé conseiller privé en Irlande et nommé Secrétaire en chef pour l'Irlande, poste qu'il occupe jusqu'à sa mort. Il est également député de Jamestown au Parlement d'Irlande de 1745 jusqu'à sa mort . 
Il est mort célibataire. 